# 乡城岩黄耆
乡城岩黄耆（学名：Hedysarum sikkimense var. xiangchengense）为豆科岩黄耆属下的一个变种。

## 扩展阅读
- 維基物種上的相關：乡城岩黄耆